# 董大成
董大成（1916年2月24日—2008年3月1日)，高雄人，台大醫學院生化學科首位主任，創辦中華民國癌症醫學會 （页面存档备份，存于），曾擔任臺灣醫學會 （页面存档备份，存于）理事、台灣盲人重建院董事長、私立惠明盲校 （页面存档备份，存于）董事長、馬偕醫院董事長、中華民國紅十字會台灣分會理事長、台北醫學大學校長、私立東海大學董事等。

## 生平
1916年，董大成出生於高雄市，高雄中學畢業後考上總督府台北醫學專門學校(後改制為臺北帝國大學醫學部)，1937年成為第一屆畢業生。畢業後進入醫學專門部醫化學教室(台大醫學院生化學科前身)，接受日籍教授廣田龍造教授的指導，並與徐千田教授合作發表甲基胺基酸的氧化論文。1943年廣田龍造返回日本，董大成接任醫學專門部醫化學教室代理主任，隔年並獲九州帝國大學醫學博士學位。
1945年二戰結束，台大醫學院生化學科成立，董大成成為該科首任主任(1945-1972)。1949年他由教育部資助赴美深造，是台大醫學院第一批赴美進修的教授，他在威斯康辛大學醫學院接受當時胺基酸代謝研究的權威P.P.Cohen教授與酵素研究醣類代謝的權威H.A Lardy教授指導。返國後董大成推選同科的五位同仁(林國煌、宋善青、李雅斌、吳秀惠、黃明達)至威斯康辛大學醫學院深造，他在國內推動營養及食品調查分析，並研究黃麴毒素對肝臟的毒性、多氯聯苯對人體的傷害、靈芝的抗癌研究、豆類有毒物質之去除、烏腳病和飲水的研究等。
1958年，董大成獲頒教育部的醫科學術獎。1983年他從台大退休，被台北醫學院(今台北醫學大學)聘任為校長，擔任院長期間成立北醫第一個研究所-藥學研究所，並增設中藥醫學研究中心。
董大成也投入在社會福利與教育的領域，包含擔任台灣盲人重建院董事長、私立台中惠明盲童學校董事長、中華民國紅十字會台灣分會理事長、東海大學董事，並在烏腳病大流行期間，擔任芥菜種會創辦人孫理蓮宣教士的醫療顧問，協助台南北門區的烏腳病患。
1991年董大成感染膀胱癌，同年退休，2008年在家中過世。

## 相關書籍
董大成教授紀念專輯 （页面存档备份，存于）